# Чишмеауа Ноуа (Тулћа)
Чишмеауа Ноуа (рум. Cișmeaua Nouă) насеље је у Румунији у округу Тулћа у општини Касимча. Oпштина се налази на надморској висини од 172 m.

## Становништво
Према подацима из 2002. године у насељу је живело 81 становника, од којих су сви румунске националности.